# Препелицэ, Олег
Олег Препелицэ (молд. и рум. Oleg Prepeliţă; 18 июня 1983, Кишинёв, Молдавия) — молдавский регбист, игравший на позиции восьмого. Выступал в составе сборной Молдавии.

## Биография
По собственным словам, в регби пришел в 16 лет, до этого ничего не зная о этом виде спорта. Через полгода уже привлекался к играм молодежной сборной Молдавии. После этого уехал в Румынию, где выступал за «Динамо Бухарест» (становился чемпионом) и «Стяуа».
В 2005 подписал контракт с польским клубом «Арка», где его зарплата была 600 долларов. Далее на два года перебрался в Португалию. Играл за любительский клуб «Бенфика».
В 2009 стал игроком столичного «Спартака-ГМ», где провел два сезона и привлек своей игрой внимание «Красного Яра». В новой команде игрок значительно прибавил и в сезоне 2013 года стал лучшим игроком сезона в России, а также лучшим регбистом Молдавии 2013 года. В составе «Красного Яра» стал двукратным чемпионом и самым результативным игроком чемпионата 2015 года по количеству заносов (13 попыток).
29 декабря 2018 года присвоено звание Мастера спорта России.
В 2019 году из-за травмы плеча завершил игровую карьеру.